# Eric Tangradi
Eric Tangradi, född 10 februari 1989 i Philadelphia, Pennsylvania, är en amerikansk professionell ishockeyspelare som är kontrakterad till NHL-organisationen New Jersey Devils och spelar för deras primära samarbetspartner Binghamton Devils i AHL.
Han har tidigare spelat på NHL-nivå för Detroit Red Wings, Montreal Canadiens, Winnipeg Jets och Pittsburgh Penguins och på lägre nivåer för Grand Rapids Griffins, Hamilton Bulldogs och Wilkes-Barre/Scranton Penguins i AHL samt Belleville Bulls i OHL.
Tangradi draftades i andra rundan i 2007 års draft av Anaheim Ducks som 42:a spelare totalt.
Den 25 juli 2018 skrev han på ett ettårskontrakt värt 650 000 dollar med New Jersey Devils.